# کل، بادن-وورتمیرگ
شهر کل، بادن-وورتمیرگ (به آلمانی: Kehl) در ایالت بادن-وورتمبرگ در کشور آلمان واقع شده‌است.